# Elecciones estatales de Guanajuato de 2006
Las Elecciones estatales de Guanajuato se llevaron a cabo el domingo 2 de julio de 2006, simultáneamente con las Elecciones presidenciales mundialistas y en ellas fueron renovados los titulares de los siguientes cargos de elección popular del estado mexicano de Guanajuato:
- Gobernador de Guanajuato. Titular del Poder Ejecutivo del estado, electo para un periodo de seis años no reelegibles en ningún caso, el candidato electo fue Juan Manuel Oliva Ramírez.
- 46 Ayuntamientos. Formados por un Presidente Municipal y regidores, electos para un periodo de tres años, no reelegibles de manera consecutiva.
- 36 Diputados al Congreso del Estado. 22 electos por mayoría relativa elegidos en cada uno de los Distritos electorales, y 14 electos por el principio de representación proporcional.

## Resultados Federales: Presidente
|  | 58.92 % |

|  | 18.81 % |

|  | 15.37 % |

|  | 2.54 % |

|  | 0.95 % |

|  | 0.87 % |

|  | 2.54 % |

|  | 100.00 % |

## Gobernador
|  | 61.86 % |

|  | 26.21 % |

|  | 10.82 % |

|  | 1.11 % |

|  | 100.00 % |

## Ayuntamientos[3]
|                                                       | Partido Acción Nacional Partido Nueva Alianza   | 36 |
|                                                       | Alianza por Guanajuato (PRI-PVEM)               | 7  |
|                                                       | Coalición Por el Bien de Todos (PRD-PT)         | 1  |
|                                                       | Convergencia                                    | 0  |
|                                                       | Partido Alternativa Socialdemócrata y Campesina | 0  |
| Fuente: Instituto Electoral del Estado de Guanajuato. |                                                 |    |

| Candidatos electos |                               |                                    |         |
| N.º                | MUNICIPIO                     | PRESIDENTE                         | PARTIDO |
| 01                 | Abasolo                       | Juan Antonio Negrete Martínez      |         |
| 02                 | Acámbaro                      | César Larrondo Díaz                |         |
| 03                 | Apaseo el Alto                | Martín López Camacho               |         |
| 04                 | Apaseo el Grande              | Salvador Oliveros Ramírez          |         |
| 05                 | Atarjea                       | José Guadalupe Flores Loyola       |         |
| 06                 | Celaya                        | Gerardo Hernández Gutiérrez        |         |
| 07                 | Comonfort                     | Bricio Balderas Álvarez            |         |
| 08                 | Coroneo                       | Carlos López Ruiz                  |         |
| 09                 | Cortázar                      | Juan Jesús Oviedo Herrera          |         |
| 10                 | Cuerámaro                     | Rubén Olmedo Rosas                 |         |
| 11                 | Doctor Mora                   | Rubén Dario Piña Martínez          |         |
| 12                 | Dolores Hidalgo               | Luis Gerardo Rubio Valdez          |         |
| 13                 | Guanajuato                    | Eduardo Romero Hicks               |         |
| 14                 | Huanímaro                     | José Francisco Chávez González     |         |
| 15                 | Irapuato                      | Mario Leopoldo Turrent Antón       |         |
| 16                 | Jaral del Progreso            | Verónica Orozco Gutiérrez          |         |
| 17                 | Jerécuaro                     | J. Carmen Mondragón Recéndiz       |         |
| 18                 | León                          | Vicente Guerrero Reynoso           |         |
| 19                 | Manuel Doblado                | Leopoldo Villanueva Chávez         |         |
| 20                 | Moroleón                      | José Rafael Miguel Zamudio Pantoja |         |
| 21                 | Ocampo                        | Francisco Javier Pedroza Moreno    |         |
| 22                 | Pénjamo                       | José Erandi Bermúdez Méndez        |         |
| 23                 | Pueblo Nuevo                  | José Durán González                |         |
| 24                 | Purísima del Rincón           | José Juventino López Ayala         |         |
| 25                 | Romita                        | Felipe Durán Muñoz                 |         |
| 26                 | Salamanca                     | Jorge Ignacio Luna Becerra         |         |
| 27                 | Salvatierra                   | Raúl Ulises Cardiel Gutiérrez      |         |
| 28                 | San Diego de la Unión         | Luis Gaudencio González Romero     |         |
| 29                 | San Felipe                    | Alfonso Moreno Morán               |         |
| 30                 | San Francisco del Rincón      | Antonio Salvador García López      |         |
| 31                 | San José Iturbide             | Enrique Alejandro Arvizu           |         |
| 32                 | San Luis de la Paz            | Elia Guadalupe Villegas Vargas     |         |
| 33                 | San Miguel de Allende         | José Jesús Correa Ramírez          |         |
| 34                 | Santa Catarina                | Olegario Martínez Chávez           |         |
| 35                 | Santa Cruz de Juventino Rosas | Juan Antonio Acosta Cano           |         |
| 36                 | Santiago Maravatío            | Gabriel Martínez Murillo           |         |
| 37                 | Silao                         | Jorge Galván Gutiérrez             |         |
| 38                 | Tarandacuao                   | Fernando Campos Alegría            |         |
| 39                 | Tarimoro                      | Fidel Gallegos Arámburo            |         |
| 40                 | Tierra Blanca                 | Ernesto Reyes Pérez                |         |
| 41                 | Uriangato                     | Carlos Guzmán Camarena             |         |
| 42                 | Valle de Santiago             | José Luis Nieto Montoya            |         |
| 43                 | Victoria                      | Pedro Mendieta Chaire              |         |
| 44                 | Villagrán                     | Armando Torrecillas Mejía          |         |
| 45                 | Xichú                         | Perfecto González Carbajal         |         |
| 46                 | Yuriria                       | Luis Gerardo Gaviña González       |         |

## Diputados
|                                                       | Partido Acción Nacional Partido Nueva Alianza   | 23 |
|                                                       | Alianza por Guanajuato (PRI-PVEM)               | 9  |
|                                                       | Coalición Por el Bien de Todos (PRD, PT)        | 4  |
|                                                       | Convergencia                                    | 0  |
|                                                       | Partido Alternativa Socialdemócrata y Campesina | 0  |
| Fuente: Instituto Electoral del Estado de Guanajuato. |                                                 |    |